# Tim Pigott-Smith
Tim Pigott-Smith, właśc. Timothy Peter Pigott-Smith (ur. 13 maja 1946 w Rugby, Warwickshire; zm. 7 kwietnia 2017 w Northampton) – brytyjski aktor teatralny, filmowy i telewizyjny.

## Życiorys
Studiował na University of Bristol. Uczelnię ukończył w 1967, a potem uczył się aktorstwa w Bristol Old Vic Theatre School. W 1969 debiutował na deskach teatralnych w Bristol Old Vic. W 1972 poślubił aktorkę Pamelę Miles. Miał z nią syna Toma, który został skrzypkiem. Popularność zdobył rolą w serialu telewizyjnym Klejnot w koronie, za którą dostał w 1985 r. nagrodę BAFTA dla najlepszego aktora.
Często udzielał się jako narrator filmów dokumentalnych, zwłaszcza historycznych.

## Wybrana filmografia
- 2008: Quantum of Solace
- 2006: V jak vendetta
- 2004: Aleksander
- 2003: Johnny English
- 2002: Gangi Nowego Jorku
- 1993: Okruchy dnia
- 1984: Klejnot w koronie